# Música andina (álbum)
Música andina es el primer álbum de estudio de la banda chilena Illapu, lanzado en 1972 por el sello discográfico DICAP.
En la edición francesa el disco fue lanzado bajo el nombre de Chili: Musique Des Andes, y en la reedición en formato CD de 2003, también se lanzó bajo el nombre de Latin Essentials, Vol. 15, con ligeros cambios en la portada.

## Lista de canciones
| Lado A |                                           |                     |          |          |  |
| N.º    | Título                                    | Música              | Arreglos | Duración |  |
| 1.     | «Canción y huayno» (saya)                 | Mauro Núñez         |          | 3:59     |  |
| 2.     | «Carnaval» (Fantasía andina)              | Roberto Márquez     | Illapu   | 4:47     |  |
| 3.     | «Milonga para nuestros tiempos» (Milonga) | Patricio Valdivia   | Illapu   | 2:41     |  |
| 4.     | «Estudio para charango» (Estudio)         | Mauro Núñez         |          | 3:29     |  |
| 5.     | «Pájaro campana» (Polca)                  | Félix Pérez Cardozo |          | 4:40     |  |
| 19:36  |                                           |                     |          |          |  |

| Lado B |                                     |                                    |          |          |  |
| N.º    | Título                              | Música                             | Arreglos | Duración |  |
| 6.     | «Acuarela andina» (Fantasía andina) | Fernando Sepúlveda                 |          | 6:37     |  |
| 7.     | «Tarkeadas» (Tarkeada)              | tradicional boliviana              |          | 2:15     |  |
| 8.     | «Flor del desierto» (Sicuriada)     | tradicional caspana de Antofagasta |          | 2:38     |  |
| 9.     | «Manos obreras» (Canción)           | F. Sepúlveda, R. Márquez           |          | 3:54     |  |
| 10.    | «Poutpourri en quena» (Potpurri *)  | Roberto Márquez                    | Illapu   | 5:02     |  |
| 20:26  |                                     |                                    |          |          |  |

(*) Renombrada en la edición de 2003 «Latino América en quena».